# کوی سینا و خلیج مرکزی
کوی سینا و خلیج مرکزی یک روستای طرح‌ریزی شده در دهستان سولقان، بخش کن، شهرستان تهران، استان تهران، کشور ایران است. بر اساس سرشماری سال ۲۰۰۶، جمعیت آن ۶۰۷۵۵ فرد و ۱۵۱۲۵ خانوار بوده است. 